# 交银国际信托
交银国际信托投资有限公司，簡稱交银国信，是交通银行控股的独立法人机构，是中华人民共和国国内首家由银行控股的信托公司，注册资本12.2亿元人民币。公司主要从事资金信托业务，投资银行业务，融资租赁业务，股权投资及其他金融业务,是交通银行重组湖北省国际信托投资有限公司后于2007年10月28日正式成立。

## 連結
- 交银国际信托 （页面存档备份，存于）